# TrekMovie.com
TrekMovie.com es un blog de noticias sobre la franquicia de Star Trek. Presenta informes de noticias sobre los largometrajes, las series de televisión e Internet, y otros temas relacionados con el mundo de los aficionados a Star Trek.

## Historia

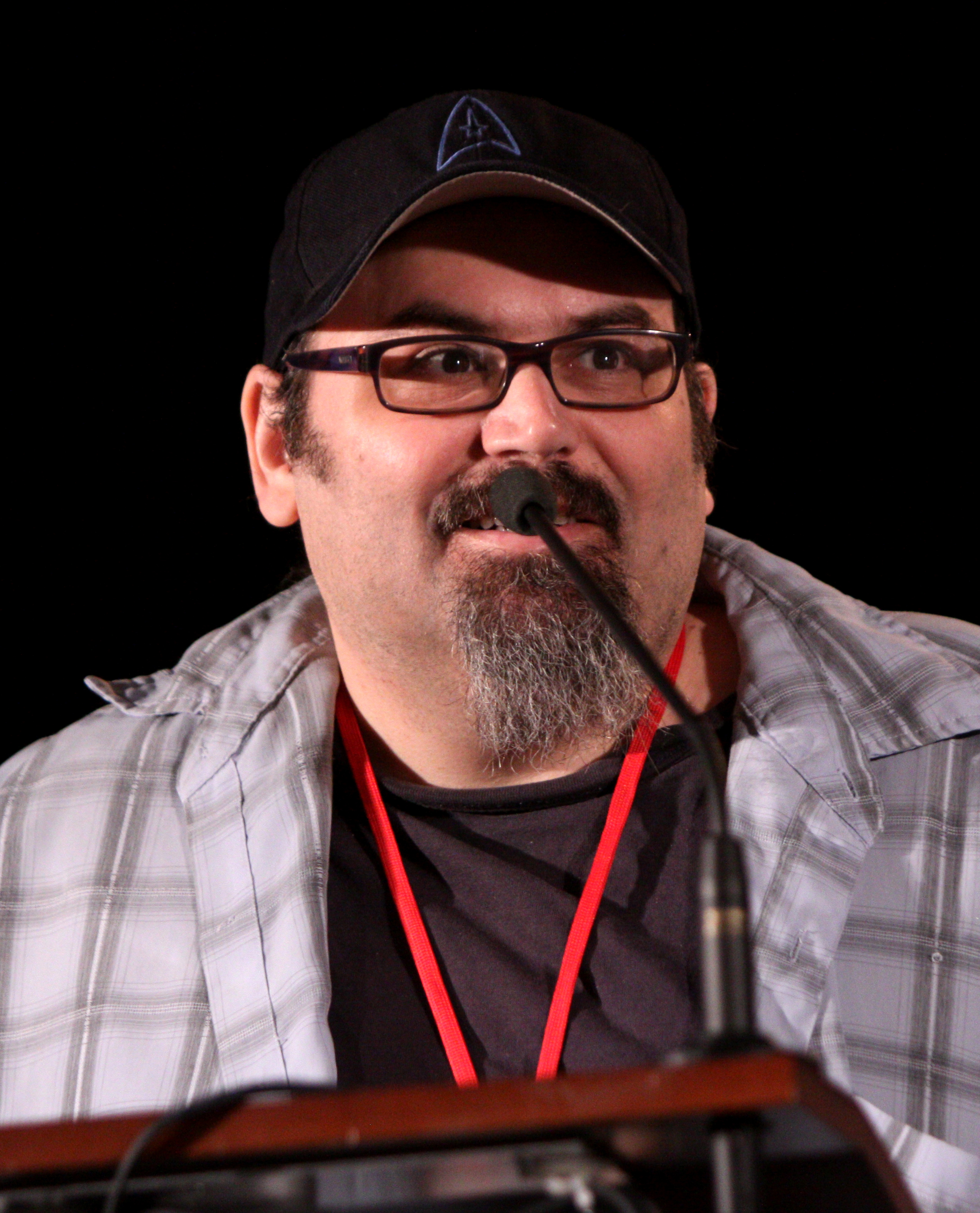
Anthony Pascale, fundador de TrekMovie.com.

Anthony Pascale, un aficionado a Trek, fundó el sitio como un centro de noticias e información precisas y actualizadas sobre Star Trek. TrekMovie.com se lanzó con el nombre The Trek XI Report el 15 de julio de 2006, el mismo día en que se anunció que J. J. Abrams dirigiría la nueva Star Trek de Paramount Pictures. Con el tiempo, TrekMovie.com se ganó la reputación de ser una fuente de primicias de Star Trek y ha sido citada por sitios web como Slashdot, Fark, SciFiWire y Yahoo! Movies, entre otros. Pascale y su sitio también fueron citados en G4TV, en varias emisoras de televisión locales y en The Wall Street Journal.
TrekMovie.com siguió creciendo a medida que se incorporaban diversos editores y colaboradores, expertos respetados que cubrían diferentes áreas de la franquicia de Star Trek. El sitio fue el sitio de noticias sobre Star Trek de mayor clasificación en 2008.
En septiembre de 2013, el sitio fue fuente de controversia tras el estreno de Star Trek: en la oscuridad. El artículo de opinión del escritor invitado Joseph Dickerson "¿Está Star Trek rota?" señalaba que En la oscuridad se había alejado demasiado de los temas que hicieron que Star Trek fuera relevante y popular. El artículo generó miles de comentarios, incluida la dura reacción de Roberto Orci, coguionista de la película. Los comentarios de Orci —que criticó las reacciones negativas de los fans, desestimó el artículo de opinión y, en última instancia, sugirió que los detractores «se fueran a la mierda»— aparecieron en múltiples sitios de noticias. Orci se disculpó con posterioridad y dejó de comentar brevemente en TrekMovie.